# Мейплвуд (Миннесота)
Мейплвуд (англ. Maplewood) — город в округе Рамси, штат Миннесота, США. На площади 46,6 км² (44,9 км² — суша, 1,7 км² — вода), согласно переписи 2002 года, проживают 34 947 человек. Плотность населения составляет 779 чел./км².
- Телефонный код города — 651
- Почтовый индекс — 55106, 55109, 55117, 55119
- FIPS-код города — 27-40382[2]
- GNIS-идентификатор — 0647503[3]